# Lekkoatletyka na Letnich Igrzyskach Olimpijskich 2024 – bieg na 100 m przez płotki kobiet
Bieg na 100 m przez płotki kobiet był jedną z konkurencji lekkoatletycznych rozgrywanych podczas igrzysk olimpijskich w Paryżu.
Wystartowało 40 zawodniczek z 25 krajów.

## Terminarz
| Data                      | Godzina |           |
| ------------------------- | ------- | --------- |
| Środa, 7 sierpnia 2024    | 10:15   | Runda 1   |
| Czwartek, 8 sierpnia 2024 | 10:35   | Repasaże  |
| Piątek, 9 sierpnia 2024   | 12:05   | Półfinały |
| Sobota, 10 sierpnia 2024  | 19:35   | Finał     |

## Rekordy
|                   | Zawodnik              | Wynik   | Miejsce | Data            |
| ----------------- | --------------------- | ------- | ------- | --------------- |
| Rekord świata     | Tobi Amusan           | 12,12 s | Eugene  | 24 lipca 2022   |
| Rekord olimpijski | Jasmine Camacho-Quinn | 12,26 s | Tokio   | 1 sierpnia 2021 |

## Runda 1
Rozegrano 5 biegów eliminacyjnych. Do półfinału awansowały 3 pierwsze zawodniczki z każdego biegu oraz trzy z najlepszymi czasami. Pozostałe miały możliwość brania udziału w repasażach (z wyjątkiem DQ, DNF, DNS).
Źródło: olympics.com.

### Bieg 1
| Poz. | Zawodniczka          | Reprezentacja     | Czas  | Uwagi |
| ---- | -------------------- | ----------------- | ----- | ----- |
| 1.   | Tobi Amusan          | Nigeria           | 12,49 | Q     |
| 2.   | Alaysha Johnson      | Stany Zjednoczone | 12,61 | Q     |
| 3.   | Janeek Brown         | Jamajka           | 12,84 | Q     |
| 4.   | Mako Fukube          | Japonia           | 12,85 | q     |
| 5.   | Sidonie Fiadanantsoa | Madagaskar        | 12,92 |       |
| 6.   | Wu Yanni             | Chiny             | 12,97 |       |
| 7.   | Maayke Tjin-A-Lim    | Holandia          | 12,98 |       |
| 8.   | Maribel Caicedo      | Ekwador           | 13,05 |       |

### Bieg 2
| Poz. | Zawodniczka           | Reprezentacja   | Czas  | Uwagi |
| ---- | --------------------- | --------------- | ----- | ----- |
| 1.   | Jasmine Camacho-Quinn | Portoryko       | 12,42 | Q     |
| 2.   | Cindy Sember          | Wielka Brytania | 12,72 | Q     |
| 3.   | Pia Skrzyszowska      | Polska          | 12,82 | Q     |
| 4.   | Denisha Cartwright    | Bahamy          | 12,89 |       |
| 5.   | Yumi Tanaka           | Japonia         | 12,90 |       |
| 6.   | Ebony Morrison        | Liberia         | 12,93 |       |
| 7.   | Celeste Mucci         | Australia       | 13,05 |       |
| 8.   | Emelia Chatfield      | Haiti           | 13,06 |       |

### Bieg 3
| Poz. | Zawodniczka         | Reprezentacja     | Czas         | Uwagi |
| ---- | ------------------- | ----------------- | ------------ | ----- |
| 1.   | Masai Russell       | Stany Zjednoczone | 12,53 (,528) | Q     |
|      | Nadine Visser       | Holandia          | 12,53 (,528) | Q     |
| 3.   | Cyréna Samba-Mayela | Francja           | 12,56        | Q     |
| 4.   | Charisma Taylor     | Bahamy            | 12,78        | q     |
| 5.   | Mariam Abdul-Rashid | Kanada            | 12,80        | q     |
| 6.   | Reetta Hurske       | Finlandia         | 12,96        |       |
| 7.   | Gréta Kerekes       | Węgry             | 13,50        |       |
| 8.   | Michelle Jenneke    | Australia         | 20,85        |       |

### Bieg 4
| Poz. | Zawodniczka       | Reprezentacja     | Czas  | Uwagi     |
| ---- | ----------------- | ----------------- | ----- | --------- |
| 1.   | Danielle Williams | Jamajka           | 12,59 | Q         |
| 2.   | Sarah Lavin       | Irlandia          | 12,73 | Q         |
| 3.   | Ditaji Kambundji  | Szwajcaria        | 12,81 | Q         |
| 4.   | Marione Fourie    | Południowa Afryka | 12,91 |           |
| 5.   | Laeticia Bapte    | Francja           | 13,04 |           |
| 6.   | Luca Kozák        | Węgry             | 13,11 |           |
| 7.   | Jyothi Yarraji    | Indie             | 13,16 |           |
| -    | Yoveinny Mota     | Wenezuela         | DQ    | TR 22.6.2 |

### Bieg 5
| Poz. | Zawodniczka       | Reprezentacja     | Czas  | Uwagi |
| ---- | ----------------- | ----------------- | ----- | ----- |
| 1.   | Ackera Nugent     | Jamajka           | 12,65 | Q     |
| 2.   | Devynne Charlton  | Bahamy            | 12,71 | Q     |
| 3.   | Grace Stark       | Stany Zjednoczone | 12,72 | Q     |
| 4.   | Liz Clay          | Australia         | 12,94 |       |
| 5.   | Lotta Harala      | Finlandia         | 12,97 |       |
| 6.   | Viktória Forster  | Słowacja          | 13,08 |       |
| 7.   | Lin Yuwei         | Chiny             | 13,24 |       |
| 8.   | Michelle Harrison | Kanada            | 13,40 |       |

## Repasaże
Do półfinału awansowały dwie pierwsze zawodniczki z każdego biegu.
Źródło: olympics.com.

### Bieg 1
| Poz. | Zawodniczka       | Reprezentacja     | Czas  | Uwagi |
| ---- | ----------------- | ----------------- | ----- | ----- |
| 1.   | Marione Fourie    | Południowa Afryka | 12,79 | Q     |
| 2.   | Maayke Tjin-A-Lim | Holandia          | 12,87 | Q     |
| 3.   | Viktória Forster  | Słowacja          | 12,88 |       |
| 4.   | Jyothi Yarraji    | Indie             | 13,17 |       |
| 5.   | Gréta Kerekes     | Węgry             | 13,20 |       |
| 6.   | Emelia Chatfield  | Haiti             | 13,24 |       |
| 7.   | Michelle Jenneke  | Australia         | 13,86 |       |

### Bieg 2
| Poz. | Zawodniczka       | Reprezentacja | Czas         | Uwagi |
| ---- | ----------------- | ------------- | ------------ | ----- |
| 1.   | Ebony Morrison    | Liberia       | 12,82        | Q     |
| 2.   | Maribel Caicedo   | Ekwador       | 12,83 (,828) | Q     |
| 3.   | Reetta Hurske     | Finlandia     | 12,83 (,830) |       |
| 4.   | Laeticia Bapte    | Francja       | 12,92        |       |
| 5.   | Celeste Mucci     | Australia     | 13,00        |       |
| 6.   | Lin Yuwei         | Chiny         | 13,13        |       |
| 7.   | Michelle Harrison | Kanada        | 13,30        |       |

### Bieg 3
| Poz. | Zawodniczka          | Reprezentacja | Czas  | Uwagi |
| ---- | -------------------- | ------------- | ----- | ----- |
| 1.   | Lotta Harala         | Finlandia     | 12,86 | Q     |
| 2.   | Yumi Tanaka          | Japonia       | 12,89 | Q     |
| 3.   | Luca Kozák           | Węgry         | 12,96 | SB    |
| 4.   | Wu Yanni             | Chiny         | 12,98 |       |
| 5.   | Liz Clay             | Australia     | 12,99 |       |
| 6.   | Sidonie Fiadanantsoa | Madagaskar    | 13,12 |       |
| 7.   | Denisha Cartwright   | Bahamy        | 13,45 |       |

## Półfinały
Do finału awansowały  dwie pierwsze zawodniczki z każdego biegu oraz dwie z najlepszymi czasami.
Źródło: olympics.com

### Bieg 1
| Poz. | Zawodniczka         | Reprezentacja     | Czas         | Uwagi   |
| ---- | ------------------- | ----------------- | ------------ | ------- |
| 1.   | Grace Stark         | Stany Zjednoczone | 12,39        | Q       |
| 2.   | Devynne Charlton    | Bahamy            | 12,50        | Q       |
| 3.   | Tobi Amusan         | Nigeria           | 12,55 (,548) |         |
|      | Pia Skrzyszowska    | Polska            | 12,55 (,548) |         |
| 5.   | Mariam Abdul-Rashid | Kanada            | 12,60        | PB      |
| 6.   | Danielle Williams   | Jamajka           | 12,82        |         |
| 7.   | Yumi Tanaka         | Japonia           | 12,91        |         |
| -    | Ebony Morrison      | Liberia           | DQ           | TR 22.6 |

### Bieg 2
| Poz. | Zawodniczka      | Reprezentacja     | Czas  | Uwagi |
| ---- | ---------------- | ----------------- | ----- | ----- |
| 1.   | Alaysha Johnson  | Stany Zjednoczone | 12,34 | Q     |
| 2.   | Nadine Visser    | Holandia          | 12,43 | Q     |
| 3.   | Charisma Taylor  | Bahamy            | 12,63 | PB    |
| 4.   | Maribel Caicedo  | Ekwador           | 12,67 |       |
| 5.   | Ditaji Kambundji | Szwajcaria        | 12,68 |       |
| 6.   | Sarah Lavin      | Irlandia          | 12,69 |       |
| 7.   | Janeek Brown     | Jamajka           | 12,92 |       |
| 8.   | Lotta Harala     | Finlandia         | 13,05 |       |

### Bieg 3
| Poz. | Zawodniczka           | Reprezentacja     | Czas  | Uwagi |
| ---- | --------------------- | ----------------- | ----- | ----- |
| 1.   | Jasmine Camacho-Quinn | Portoryko         | 12,35 | Q     |
| 2.   | Masai Russell         | Stany Zjednoczone | 12,42 | Q     |
| 3.   | Ackera Nugent         | Jamajka           | 12,44 | q     |
| 4.   | Cyréna Samba-Mayela   | Francja           | 12,52 | q     |
| 5.   | Mako Fukube           | Japonia           | 12,89 |       |
| 6.   | Marione Fourie        | Południowa Afryka | 13,01 |       |
| 7.   | Maayke Tjin-A-Lim     | Holandia          | 13,03 |       |
| -    | Cindy Sember          | Wielka Brytania   | DNF   |       |

## Finał
Źródło: olympics.com
| Poz. | Zawodniczka           | Reprezentacja     | Czas         |
| ---- | --------------------- | ----------------- | ------------ |
| 1.   | Masai Russell         | Stany Zjednoczone | 12,33        |
| 2.   | Cyréna Samba-Mayela   | Francja           | 12,34        |
| 3.   | Jasmine Camacho-Quinn | Portoryko         | 12,36        |
| 4.   | Nadine Visser         | Holandia          | 12,43 (,425) |
| 5.   | Grace Stark           | Stany Zjednoczone | 12,43 (,428) |
| 6.   | Devynne Charlton      | Bahamy            | 12,56        |
| 7.   | Alaysha Johnson       | Stany Zjednoczone | 12,93        |
| -    | Ackera Nugent         | Jamajka           | DNF          |